# イッソスの戦い
イッソスの戦い（イッソスのたたかい）は、紀元前333年11月5日に起こったアルゲアス朝（マケドニア王国）およびコリントス同盟の連合軍とアケメネス朝（ペルシア）の戦いである。この戦いはアレクサンドロス大王の東方遠征中に生じた戦いの中で2番目に大きな戦いであり、マケドニアの軍はペルシャ軍を打ち負かした。グラニコス川の戦いにて、ギリシャの同盟国がアナトリア半島のサトラップを打ち破った後、ペルシャ王ダレイオス3世は軍の指揮を自ら取る事を決めた。彼は軍を増強し、ギリシャ軍の背後の補給線を断ち切るように、進軍した。アレクサンドロスはこれに対抗するため、軍を引き返し、ピナルス川河口近くのイッソスで、戦闘準備を行った。

## 地形
この戦いは古代のイッソスの南で行われた。イッソスは現在イスケンデルンという町の近くにあり、近くにピナルス川という小さな川が流れている。なおイスカンデルンはトルコ語でアレクサンドロスを意味しており、この街はアレクサンドロス大王の勝利を記念して作られた。この場所は2.6kmの間にイッソス湾と山に囲まれており、ダレイオスは軍量の優位を利用することが出来なかった。古代の歴史家はデリタイ川がピナルス川であると信じていたが、ハモンド（N. G. L. Hammond）とアンドリュー・ディヴァイン（Andrew Devine）は、実際はデリタイ川はパヤス川であったと主張している。ハモンドらは川の流れの調査を行い、川の流れが古代から劇的に変わったとは考えられないと主張している。これらの証拠はマケドニア軍に同行していた歴史家カリスティニィーズの戦場の記録、シケリアのディオドロスによる戦闘前の両軍の行軍の調査に基づいている。

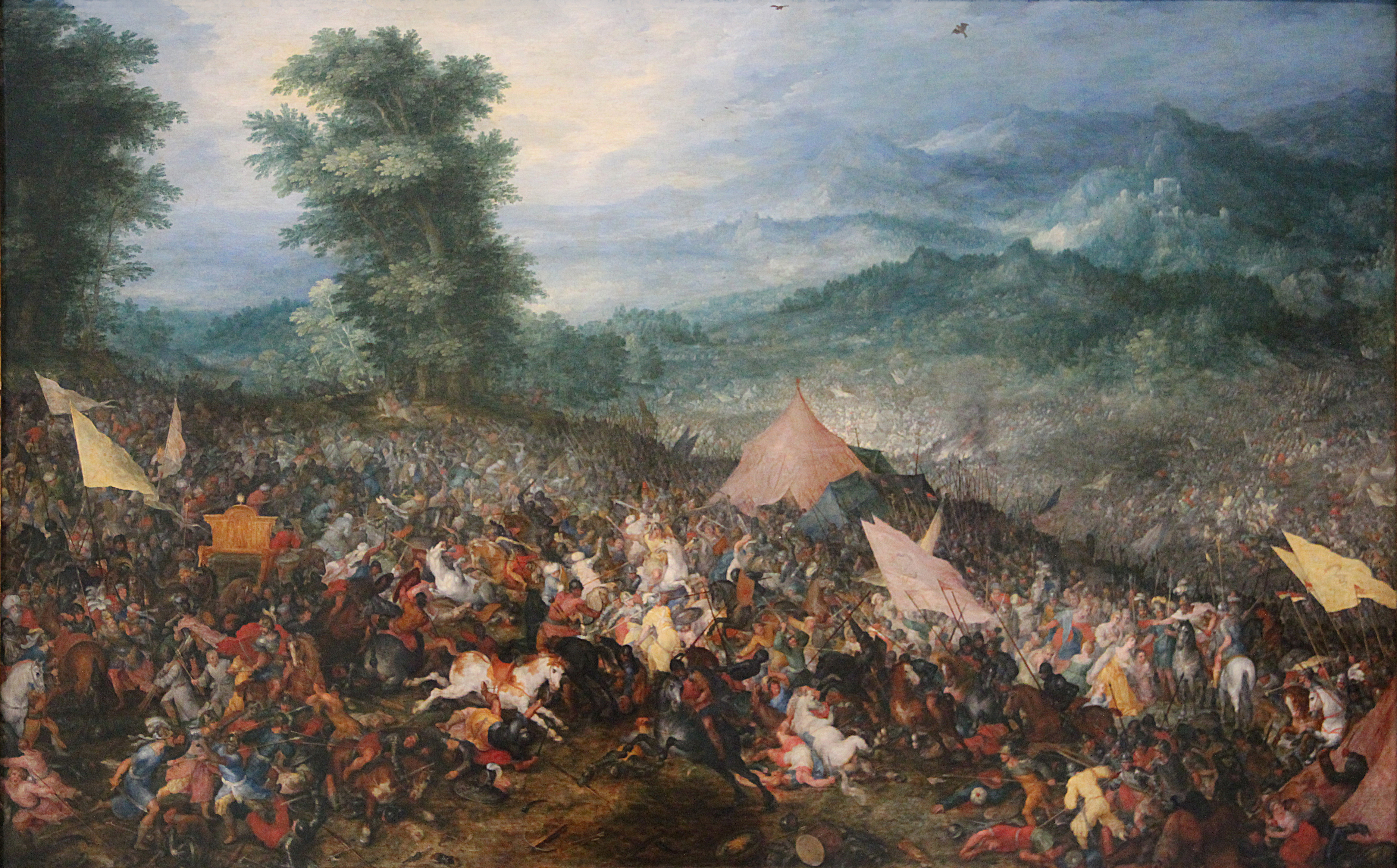
ヤン・ブリューゲル (父)によるイッソスの戦い

## 序幕

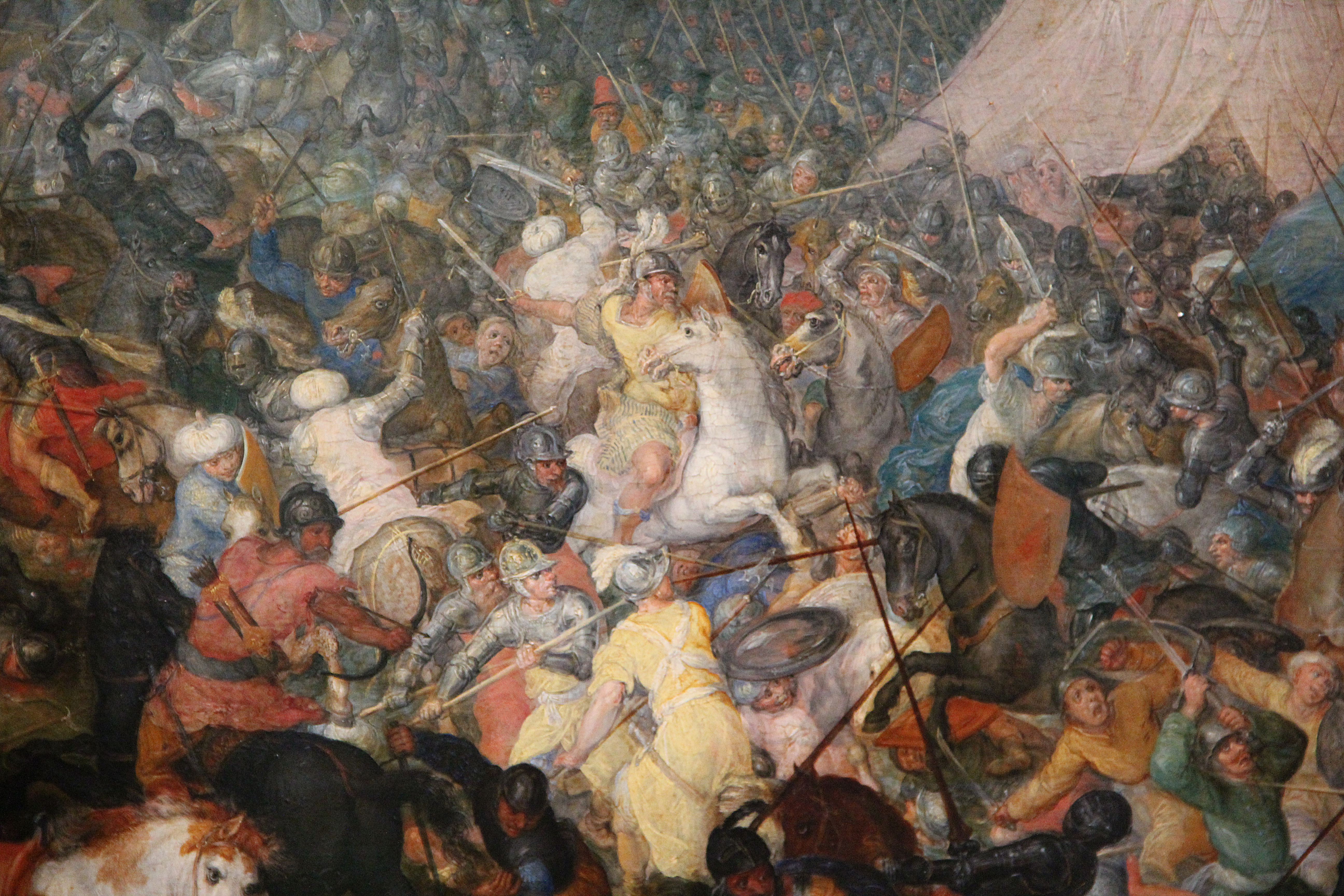
ヤン・ブリューゲル (父)によるイッソスの戦い（部分）

紀元前33３年にアジア遠征に出たアレクサンドロス率いるアルゲアス朝およびコリントス同盟の連合軍（以下「マケドニア軍」）は、グラニコス川の戦いでペルシアの地元サトラップが率いる軍勢を撃破し、小アジア全体を征服するために進撃を続けた。タルソスに滞在している時に、ダレイオスがバビロンで大軍を編成しているとの情報に接した。ダレイオスがイッソス湾まで到達すれば、地中海に残っているファルナバズスのペルシア艦隊の援護を受けることができるため、アレクサンドロスはペルシア軍に先んじてイッソス湾沿岸を占領するため、パルメニオン率いる一隊を差し向けた。11月に入り、アレクサンドロスはペルシアの大軍がシリアに入り、ソコイにいるとの情報に接し、軍勢を集結させて、イッソスからシリア門を抜けて南に進軍することにした。
ダレイオスはパルメニオンがシリア門を制圧したことを知っており、アマノス門を通って北からイッソスに向かうことにした。ペルシア軍はイッソスを抵抗なしに占領し、その地に残されていたマケドニア軍の全傷病兵の腕を切り落とした。ダレイオスはマケドニア軍の背後を遮断し、海岸沿いの狭い平地に布陣して北上してくるマケドニア軍を待ち受けた。

## 両軍の兵力

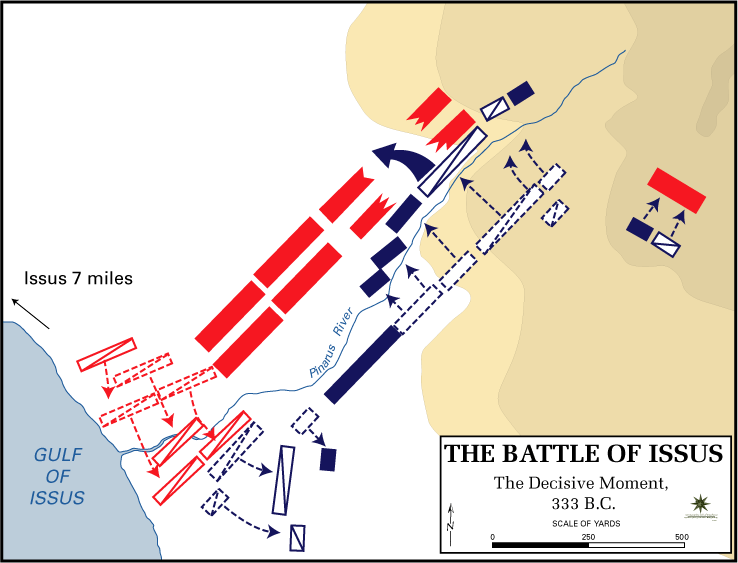
アレクサンダーによる敵陣の突破

### ペルシャ軍
アッリアノスやプルタルコスのような古代の歴史家はペルシャ軍は総勢600,000であると推測した。一方シケリアのディオドロスやユニアヌス・ユスティヌスは総勢400,000と、クィントゥス・ルーファスは250,000だと推測した。
現代の歴史家の推定では、600,000は多すぎ、補給の点からこの戦いで100,000以上の兵を展開することは難しいという議論が行われた。ハンス・デルブリュックはペルシア軍は最低25,000で、多くとも総勢約10万で、歩兵に加えて、1万1千の騎兵、1万の不死隊、1万のギリシア傭兵を擁していた。ジョン・ウォリーは総勢108,000と推定した。

### マケドニア軍
マケドニア軍は、ギリシアの同盟軍を加えても4万に満たなかったとされる。ある推定では22,000の重装歩兵、13,000の軽装歩兵、5,850の騎兵である。

## 戦闘
ペルシア軍は、右翼と左翼に騎兵、中央にダレイオス率いるギリシア傭兵（ファランクス）・不死隊・近衛騎兵を配した。
これに対しマケドニア軍は、左翼にテッサリア騎兵、中央にパルメニオンの率いる重装歩兵（ファランクス）、右翼にアレクサンドロス率いる重装騎兵（ヘタイロイ）が布陣した。
まず海岸側のペルシア軍の騎兵が川を渡ってパルメニオンの部隊に襲い掛かり、戦闘が始まった。
アレクサンドロスの右翼は2年後のガウガメラの戦い同様戦闘の焦点となった 。左翼ではパルメニオンが数で優勢なペルシア軍の攻勢を支え、その間にアレクサンドロスは騎兵部隊を率いて前進し、敵の前線を突破する。その後すかさず敵中央部隊を包囲するように攻撃した。まず、アレクサンドロスの率いる精鋭歩兵部隊は川を渡って攻撃し、ペルシア軍戦線に裂け目を作り出す役目を担った。アレクサンドロスが徒歩で川を渡ったのは、山に近い箇所では川岸が急斜面になっているため、騎兵が戦列を維持したまま渡河するのが、困難だったからである。アレクサンドロスの迅速な攻撃が対岸のペルシア弓兵を無力化し、カルダケスの戦列を崩した。さらに歩兵部隊につづいてヘタイロイ騎兵部隊が続いて対岸に渡り、ペルシア軍最左翼のメディア人、ヒュルカニア人騎兵部隊を攻撃した。
一方、海岸側ではペルシア騎兵の大部隊がマケドニア軍を圧倒していた。しかしマケドニアの陣形が崩れそうになる度に、テッサリア騎兵は隊列を組み直し、突破される事を防いだ。海岸側において、ペルシア軍は数の上でマケドニアを圧倒していたが、わずか500ｍほどの範囲に3万ほどの兵力を集中させたために、十分な展開が出来ず、実際に交戦した騎兵は全体のごく一部に留まった。
アレクサンドロスはペルシア軍左翼を崩壊させると、自軍の中央と左翼が苦戦し、一方ペルシャのギリシャ人の傭兵部隊が崩壊している様子を知り、騎兵を左へと旋回させ、ペルシャ軍中央のダレイオスへと突進した。アレクサンドロス自身に攻撃され、ダレイオスは戦場から逃走した。ペルシャ人は自らの王が逃亡し、この戦いに負けた事を悟り、持ち場を離れて逃亡し始めた。マケドニアの騎兵は夜になるまで逃亡中のペルシャ軍を追撃し、ばらばらになって敗走するペルシア軍を掃討した。多くの古代の戦いと同様に、この戦いの後、ギリシャ人の追撃によるペルシャの虐殺が行われた。
この戦いは騎兵部隊の活躍によって全面的な勝利を収める事ができたが、近代に至るまでめったに見られる形ではなかった。マケドニアの騎兵がペルシアの右翼を突破して、中央の側面を攻撃することができた事がこの戦いの勝因であり、騎兵が戦闘における決定的な意義を持った戦いは、カンナエの戦い以外に見られないものであった。

## 戦後

アレクサンダー大王の戦い、アルブレヒト・アルトドルファー

イッソスの戦いはマケドニア軍の決定的勝利となった。王自ら率いるペルシア軍が敗れたのはこれが最初で、ペルシャの衰退の始まりであった。この戦いで、マケドニア軍はペルシャ軍に同行していたダレイオスの妻、スタテイラ1世と娘のスタテイラ2世とダレイオスの母、シシュガンビスを捕らえた。アレクサンダーは捕らえた婦人は丁寧に扱い、後にスタテイラ2世と結婚した。この戦いの後にダレイオスは講和を申し入れたが、アレクサンドロスはこれを一蹴した。

## イッソスの戦いを題材とした作品
- アレクサンダー大王の戦い　ルネサンス期のドイツ人アルブレヒト・アルトドルファーによる作品
- アレクサンダー(映画)　アレクサンドロス3世の生涯を描いた歴史映画
- 『タイル』 柳美里の著作の小説の中に、イッソスの戦いをタイルで作成する男が登場する

### 古代
- Diodorus Siculus (90–30 BC). Bibliotheca Historica. (Reference 6)
- Quintus Curtius Rufus (AD 60–70). Historiae Alexandri Magni.
- Plutarch (AD 75). The Life of Alexander the Great, Parallel Lives.
  - プルタルコス『新訳 アレクサンドロス大王伝』 森谷公俊訳註・解説、河出書房新社、2017年
- Arrian (AD 86–146). Anabasis Alexandri.
- Junianus Justinus (3rd century). Historiarum Philippicarum libri XLIV.

### 現代
- 森谷公俊『アレクサンドロス大王-「世界征服者」の虚像と実像』（講談社選書メチエ、2000年）ISBN 4-06-258197-3
- 森谷公俊 『図説アレクサンドロス』 (河出書房新社、2013年) ISBN 978-4-309-76210-4
- 澤田典子 『アレクサンドロス大王―今に生き続ける「偉大なる王」』(山川出版社、2013年)ISBN 978-4-634-35005-2
- ロビン・レイン・フォックス（森夏樹訳）『アレクサンドロス大王』（青土社、2001年）ISBN 4-7917-5886-2

- Delbrück, Hans (1920). History of the Art of War. University of Nebraska Press. Reprint edition, 1990. Translated by Walter, J. Renfroe. 4 Volumes.
- Engels, Donald W. (1978). Alexander the Great and the Logistics of the Macedonian Army. Berkeley/Los Angeles/London.
- Fuller, John F. C. (1960). The Generalship of Alexander the Great. New Jersey: De Capo Press.
- Green, Peter (1974). Alexander of Macedon: A Historical Biography.
- Moerbeek, Martijn (1997). The battle of Issus, 333 BC. Universiteit Twente.
- Rogers, Guy (2004). Alexander: The Ambiguity of Greatness. New York: Random House.
- Warry, J. (1998), Warfare in the Classical World. ISBN 1-84065-004-4.
- Welman, Nick. Army. Fontys University.